# Hoplia squamiventris
Hoplia squamiventris är en skalbaggsart som beskrevs av Hermann Burmeister 1855. Hoplia squamiventris ingår i släktet Hoplia och familjen Melolonthidae. Inga underarter finns listade i Catalogue of Life.